# 杜炳珩
杜炳珩，湖北省黃州府黃岡縣人，清朝政治人物、同進士出身。
光緒六年（1880年），参加庚辰科殿試，登進士三甲第20名。同年五月，著分部學習。